# William Stephen Jacob
William Stephen Jacob, född den 29 november 1813 i Woolavington i Somersetshire, död den 16 april 1862, var en engelsk astronom.
Jacob arbetade 1831-1843 på den geodetiska uppmätningen av Ostindien. Åren 1845-1859 var han astronom i Poona och vid observatoriet i Madras, där han särskilt gjorde sig förtjänt genom sina dubbelstjärnsobservationer. Han grundlade ett nytt observatorium i Poona, vilket blev färdigt 
först kort före hans död.